# Shadows (The X-Files)
«Shadows» es el sexto episodio de la primera temporada de la serie de televisión de ciencia ficción estadounidense The X-Files. Se estrenó en la cadena Fox el 22 de octubre de 1993. Fue escrito por Glen Morgan y James Wong, dirigido por Michael Katleman, y contó con apariciones especiales de Barry Primus y Lisa Waltz. El episodio es una historia del «monstruo de la semana», desconectada de la mitología más amplia de la serie. «Shadows» obtuvo una calificación Nielsen de 5,9, siendo visto por 5,6 millones de hogares en su transmisión inicial. El episodio no fue bien recibido por el personal de producción y recibió opiniones mixtas de los críticos.
El programa se centra en los agentes especiales del FBI Fox Mulder (David Duchovny) y Dana Scully (Gillian Anderson) que trabajan en casos vinculados a lo paranormal, llamados expedientes X. En este episodio, Mulder y Scully investigan la muerte de dos atracadores y se encuentran con una oficinista que puede ser perseguida por el espíritu de su jefe muerto, que la está utilizando para descubrir a su asesino; y descubrir tratos encubiertos de armas hechos con radicales de Oriente Medio.
Este episodio, inspirado en la película de terror de 1982 El ente, fue escrito debido a la insistencia de que los creadores escribieran más episodios en los que Mulder y Scully ayuden a la gente. Esto permitió a los escritores algo de espacio para crear otros episodios que tuvieran en mente.

## Argumento
Dos ladrones son encontrados muertos en un callejón de Filadelfia después de robar a una mujer, Lauren Kyte, en un cajero automático. Mulder y Scully investigan el caso cuando son llamados por un par de agentes de una agencia desconocida. Se encuentra que los cuerpos tienen una carga eléctrica y sus gargantas han sido aplastadas desde el interior. Mientras tanto, Lauren ve a su jefe, Robert Dorlund, y renuncia debido a su dolor por la muerte del socio de Dorlund, Howard Graves, quien supuestamente se suicidó semanas antes.
Mulder y Scully determinan que uno de los hombres muertos pertenecía a un grupo terrorista islámico, los Isfahan, y mediante el video del cajero automático pueden localizar a Lauren. Una captura de pantalla del video revela una figura borrosa que parece ser Howard Graves. Los agentes se reúnen con Lauren en su casa y después de negarlo inicialmente, ella admite el incidente pero no sabe nada sobre los asesinatos. Al salir, los agentes descubren que su automóvil se sale de control por sí solo, lo que lo lleva a chocar contra otro automóvil. En un taller de reparaciones, se descubre que el automóvil no tiene evidencia de manipulación, pero se detecta una carga eléctrica dentro de él.
Al visitar la lápida de Graves, los agentes se enteran de su suicidio y de la muerte de su hija a una edad temprana, que habría tenido la edad de Lauren si todavía estuviera viva. Scully sospecha que Graves fingió su muerte, pero al consultar al patólogo que examinó su cuerpo y probar los órganos que donó a otros, se demuestra que está realmente muerto. Mientras tanto, Lauren es testigo de una visión nocturna, incluida la sangre que aparece en la bañera, que la lleva a creer que Graves fue asesinado. En su fiesta de despedida, Lauren es amenazada por Dorlund, quien cree que tiene conocimiento de información confidencial que podría implicarlo. Lauren llama a los agentes a su casa, pero antes de que puedan llegar allí, dos asesinos contratados por Dorlund llegan para matarla.
Lauren es interrogada por Mulder, Scully y los dos agentes desconocidos, quienes creen que la compañía de Graves y Dorlund vendió tecnología a Isfahan. Lauren admite ante Mulder y Scully que las ventas efectivamente se llevaron a cabo y que cree que Dorlund hizo que mataran a Graves. Después de escuchar a Lauren relatar las inquietantes circunstancias que ella cree que son causadas por el espíritu de Graves, Scully, la escéptica generalmente reservada, acepta fácilmente su historia. Mulder está confundido pero, después de que Lauren se va, Scully admite que solo la estaba complaciendo. Los agentes registran las instalaciones de la empresa, pero no encuentran evidencia. Cuando Dorlund ataca a Lauren con un abrecartas, El espíritu de Graves lo toma y abre el papel tapiz, revelando un disco con evidencia. Semanas después, Lauren comienza su nuevo trabajo, pero se da a entender que el espíritu de Graves pudo haberla seguido hasta allí.

## Producción
Este episodio fue creado por la insistencia de Fox de que los creadores escribieran más episodios en los que Mulder y Scully ayudan a la gente. Este episodio fue escrito para lograr eso, y para permitir a los escritores algo de espacio para crear otros episodios que tuvieran en mente. El coguionista Glen Morgan afirma que el episodio se inspiró en la película El ente. El nombre de Tom Braidwood, el asistente de dirección del programa que más tarde interpretó al miembro de los pistoleros solitarios Melvin Frohike, se usa en la escena en la que el asistente del estacionamiento pinta sobre el nombre de Howard Graves. El episodio contó con apariciones especiales de Barry Primus, Lisa Waltz, Lorena Gale y Veena Sood.
Fox enfatizó el aspecto de horror de «Shadows» usando el lema «No lo veas solo» para anunciar el episodio. Durante el episodio, Mulder bromea diciendo que Elvis fue el único hombre que fingió con éxito su propia muerte. La broma luego se convertiría en la primera de muchas bromas similares de Elvis esparcidas por la mayor parte de la serie. Cuando Mulder se pregunta si podría haber sido un poltergeist o no, Scully se burla de él respondiendo «están aquí». Este es un lema y una cita famosa de la película Poltergeist.

## Recepción
«Shadows» se estrenó en la cadena Fox el 22 de octubre de 1993. El episodio obtuvo una calificación Nielsen de 5,9 con una participación de 11, lo que significa que el 5,9 por ciento de los hogares equipados con televisión y el 11 por ciento de todos los hogares que miran televisión activamente, estaban viendo el programa. Fue visto por 5,6 millones de hogares.
En una retrospectiva de la primera temporada de Entertainment Weekly, «Shadows» recibió una calificación de C +, y el episodio se calificó de «extremadamente incómodo», mientras que el contexto político se consideró un punto débil. Keith Phipps, escribiendo para The A.V. Club, tuvo sentimientos encontrados sobre el episodio, calificándolo con una C +. Sintió que la trama del episodio funcionaba bien, aunque los elementos sobrenaturales parecían «un poco cursis». Matt Haigh, que escribió para Den of Geek, fue más positivo sobre el episodio, calificándolo de «divertido de ver» y sintiendo que «con personajes que nos podrían importar y una trama mucho más completa, este resultó ser uno de los mejores episodios hasta ahora. Sin embargo, tampoco lo llamaría particularmente brillante».
El coguionista James Wong sintió que los cambios que se le pidió que hiciera en el guion llevaron a que «Shadows» resultara ser «un episodio promedio», aunque sintió que «el director hizo un buen trabajo con él». Su compañero Glen Morgan tenía una opinión similar, calificándolo como «demasiado ordinario, como lo has visto antes, que es exactamente lo que la cadena quería en ese momento». Chris Carter tuvo una visión más positiva del episodio, llamando «muy bien hecho, efectos realmente geniales y más como una historia de carne y papas. Una picadura de FBI y un buen misterio que Mulder y Scully investigan. En general, un episodio realmente sólido». La trama de «Shadows» también fue adaptada como una novela para adultos jóvenes en 2000 por Ellen Steiber, bajo el título Haunted.